# Аб
Аб — в релігії стародавніх єгиптян — позначення однієї з п'яти складових частин людини, сполучний елемент (аспект сонця) між людиною і «сяючою життєвою силою». Після смерті аб залишає мертве тіло, щоб приєднатися до зірок, що знаходяться близько полюса.
Зображувався в образі чубатого ібіса в Гелиополі.
Також термін «аб» єгиптяни вживали для «духу серця» — символічне втілення волі і бажання особистості. Серце як вмістилище для «аба» називалося «хаті».